# Grand Géocoucou
Geococcyx californianus
Vous lisez un « article de qualité » labellisé en 2009.
Espèce
Répartition géographique
Statut de conservation UICN

 LC  : Préoccupation mineure
Le Grand Géocoucou, parfois aussi appelé Géocoucou de Californie (Geococcyx californianus), est une espèce d'oiseaux coureurs nord-américains de la famille des cuculidés qui compte, entre autres, les coucous.
Les habitudes terrestres du géocoucou lui ont valu le nom de « coureur de route » en anglais (Roadrunner) et en espagnol (Correcaminos) ; il est de fait plus apte à la course qu'au vol. Omnivore et opportuniste, il présente de nombreuses adaptations aux milieux arides. Il lui arrive de réaliser un parasitisme de couvée, mais pas d'une manière systématique comme le Coucou gris.
Cet oiseau à l'aspect longiligne et au plumage strié, pourvu d'une longue queue et doté d'une crête qu'il tient souvent érigée, est une figure connue en Amérique du Nord, que ce soit dans le bestiaire rituel de peuples amérindiens ou comme symbole de plusieurs organismes américains. Le Grand Géocoucou est devenu mondialement célèbre depuis le succès du personnage de Bip Bip dans le dessin animé Bip Bip et Coyote.

## Description morphologique

### Plumage
L'ensemble du plumage est brun strié de beige clair, à l'exception du ventre qui est uni, de couleur beige clair. La crête, le dos, le dessus des ailes et de la queue sont plus foncés que la gorge, la poitrine et le ventre. Lorsque les ailes sont ouvertes, on distingue un croissant blanc sur leur partie supérieure. L'œil est entouré d'une zone dépourvue de plumes. Cette zone s'étend vers l'arrière de l'œil et à ce niveau, la peau est teintée de rouge, de blanc et de bleu. Le mâle et la femelle sont identiques : il n'y a pas de dimorphisme sexuel. L'immature ressemble à l'adulte, mais en plus terne, car il ne possède pas les reflets de couleur bronze de l'adulte,.

### Caractères distinctifs
Le Grand Géocoucou a une allure typée difficile à confondre. Sa grande taille, sa crête foncée souvent dressée, son bec fort, sa grande queue, ses pattes longues et fortes et ses habitudes terrestres le distinguent de toutes autres espèces d'oiseaux. Il hoche souvent la queue, en la relevant rapidement puis en la rabaissant lentement,. Les iris de ses yeux sont jaunes.
Le Grand Géocoucou est morphologiquement adapté à la locomotion terrestre. Comparée aux autres membres arboricoles de la famille des cuculidés, notamment la sous-famille des Neomorphinae, la masse musculaire associée aux pattes est plus développée et assure une plus grande puissance et un meilleur équilibre lors de la course. Les doigts des pattes, plus flexibles, permettent à l'oiseau autant d'aisance sur le sol que perché sur une branche.
L'allure générale singulière et comique du géocoucou fait de lui l'espèce la plus caractéristique de l'avifaune des milieux arides américains. Les commentaires des premiers observateurs sont éloquents à ce sujet. Pour Elliott Coues, le géocoucou est « un oiseau singulier – un coucou combiné avec un poulet et une pie » (1903, dans A.C. Bent 1964). Pour Madame Bailey, il était « le plus original et le plus divertissant des oiseaux de l'Ouest » (1902 dans A.C. Bent 1964).

« Of all the birds on our list the Roadrunner is doubtless the most unique; indeed, he is queer, and would certainly take first prize in the freak class at the Arizona state fair. […] Could you imagine such a looking creature? Try and think of a long striped snake on two legs, a feather duster on his head and another trailing behind; or a tall, slim tramp in a swallow-tailed coat, a black and blue eye, and a head of hair standing straight on end! There you are! (J.L. Sloanaker, 1913, dans A.C. Bent 1964). »

Traduction : 

« De tous les oiseaux sur notre liste, le Roadrunner (géocoucou) est sans doute le plus original ; en effet, il est bizarre, et gagnerait certainement le premier prix dans la catégorie « phénomène » à la foire d'État de l'Arizona. [...] Pouvez-vous imaginer l'aspect d'une telle créature ? Essayez de penser à un long serpent rayé sur deux jambes, un plumeau sur la tête et un autre au bout de la queue ; ou un grand et mince vagabond dans un habit à queue de pie, les yeux au beurre noir, et les cheveux debout droits sur la tête ! Vous y êtes ! »

### Mensurations
La longueur moyenne du Grand Géocoucou est de 58 cm, variant entre 52 et 62 cm, pour une envergure moyenne de 56 cm. La longueur moyenne de la queue est de 29 cm. La longueur du tarse varie de 58 à 62 mm et celle du culmen (arête supérieure du bec) de 33 à 35 mm.
La masse moyenne des adultes est de 376 g, avec un minimum de 220 g et un maximum de 540 g. Une importante variation de masse existe, les populations de l'ouest étant de plus grande taille que celles de l'est.

## Écologie et comportement

### Locomotion

#### Course

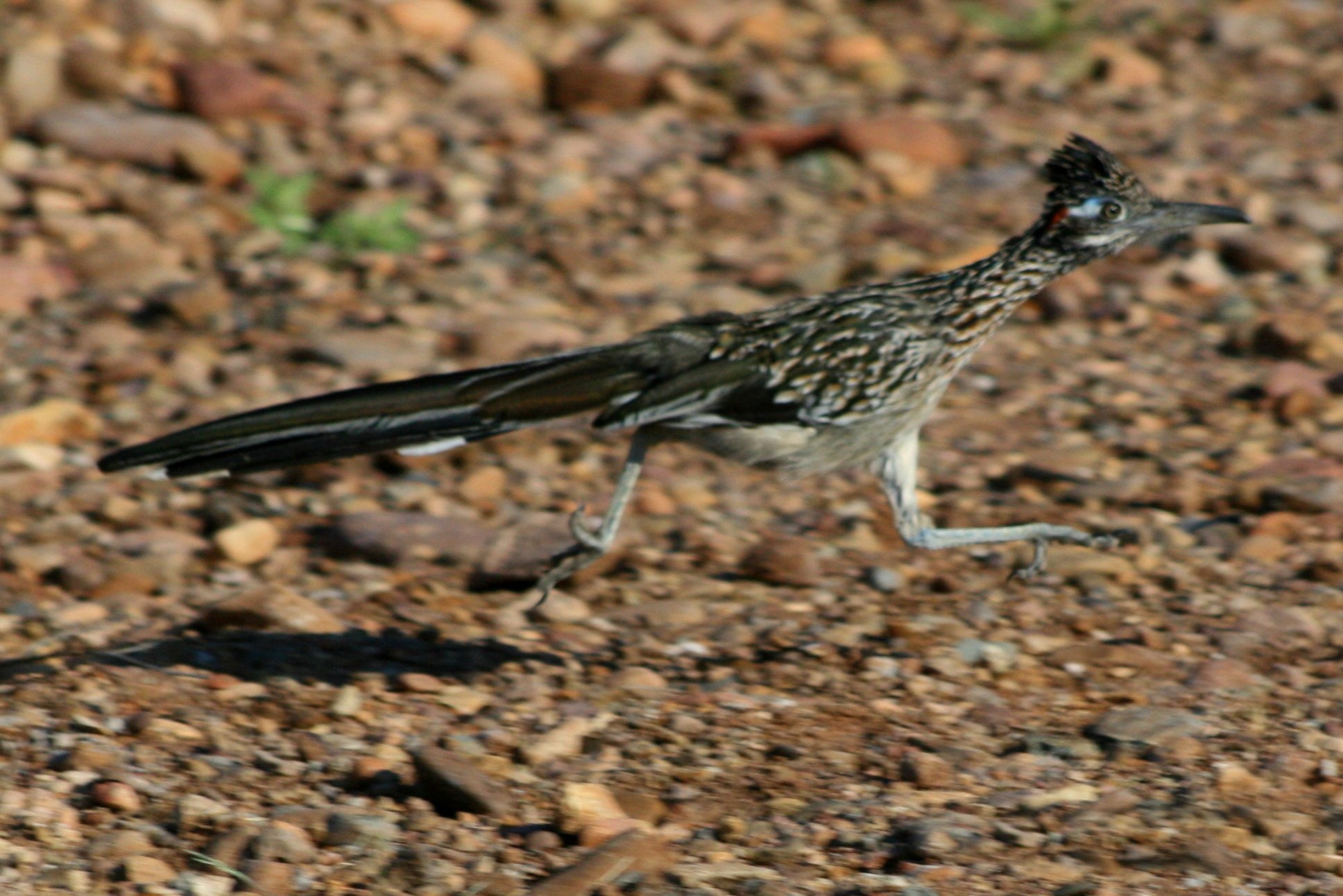
Grand Géocoucou en pleine course.

Le Grand Géocoucou peut maintenir une vitesse à la course d'au moins 30 km/h sur de longues distances. Lorsqu'il court rapidement, il place sa tête et sa queue parallèlement au sol, et utilise sa queue comme gouvernail pour l'aider à changer de direction. Il préfère courir dans les endroits dégagés, comme les routes, les sentiers bien tassés et les lits de rivières asséchées plutôt que dans la végétation dense.

#### Vol
Le géocoucou vole peu. Il plane en s'élançant d'un perchoir – un arbre ou une construction humaine. Il est plus rare de le voir voler entre des perchoirs potentiels sur de courtes distances de 4 ou 5 mètres.

### Adaptation physiologique et comportementale au milieu de vie
Le Grand Géocoucou, oiseau diurne, montre diverses adaptations physiologiques et comportementales pour réduire le stress lié aux températures excessives et au manque d'eau fréquent dans les milieux arides. Pendant la saison chaude, il s'active surtout le matin – du lever du soleil jusqu'au milieu de l'avant-midi – et en fin de journée – de 15h30 jusqu'à 20h00. Il se repose à l'ombre pendant la période la plus chaude de la journée. L'eau du corps peut être conservée par la réabsorption du liquide des muqueuses du cloaque, du rectum et du cæcum. Les sels, en concentration élevée dans le corps de l'oiseau, sont éliminés par des glandes nasales,.
Il réduit l'excès de chaleur par la formation de vapeur d'eau, rejetée par la respiration ou au travers de la peau. Il halète parfois par grosse chaleur, afin d'accentuer ce phénomène. La nuit, il diminue sa dépense énergétique de plus de 30 % en abaissant la température de son corps de 40 à 34 °C. Le matin, il accélère la récupération de chaleur par des bains de soleil. L'hiver, il se réfugie dans la végétation dense ou parmi des rochers pour s'abriter des vents froids.

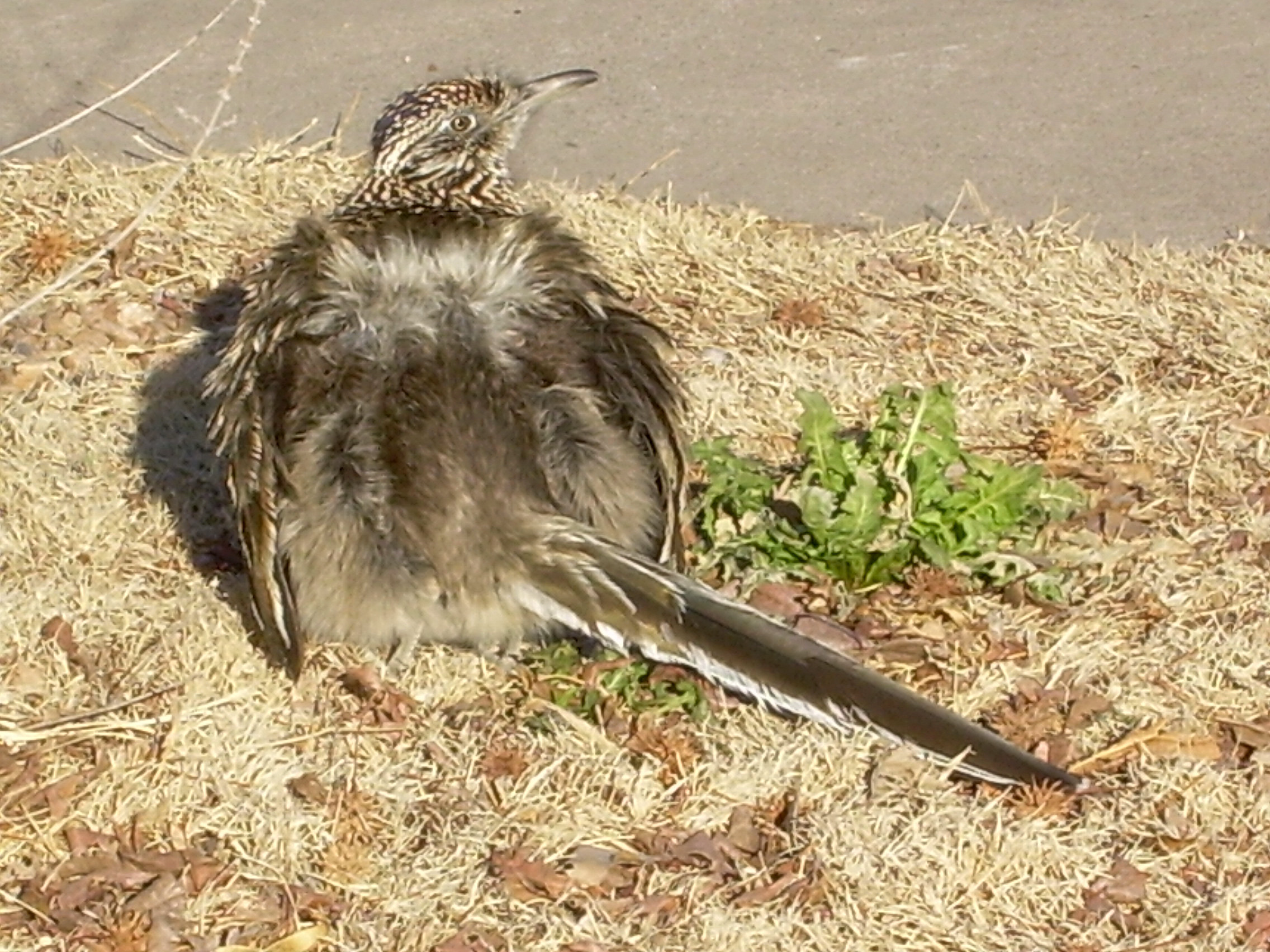
Un Grand Géocoucou se chauffant au soleil.

Le géocoucou prend fréquemment des bains de soleil pour se réchauffer. Sur un poteau de clôture, un toit ou simplement au sol, il s'oriente perpendiculairement aux rayons et le dos tourné vers le soleil. Les ailes écartées, il ébouriffe les plumes noires de son dos et de sa tête et expose de ce fait sa peau noire. Peau et plumes sombres absorbent ainsi la chaleur des rayons solaires. Tôt le matin, il peut rester dans cette posture durant deux ou trois heures. En hiver, lorsque les températures avoisinent les 20 °C, il lui arrive de se chauffer au soleil plusieurs fois dans le cours de la journée, et ce, durant plus d'une demi-heure.
Les géocoucous ne sont pas adaptés au froid. N'étant pas migrateurs, ces oiseaux succombent en nombre lors des hivers où le gel est trop intense.

### Alimentation
Le géocoucou est un omnivore opportuniste. Il se nourrit de presque tous les petits animaux et insectes qu'il peut attraper : lézards, petits serpents, scorpions, mygales et autres araignées, mille-pattes, rongeurs (souris, sigmodons, spermophiles, campagnols), jeunes lapins, petits oiseaux et leurs œufs, divers insectes (criquets, sauterelles, coléoptères, chenilles, fourmis, abeilles, guêpes), escargots, crapauds,,,, ; il se nourrit même de jeunes chauves-souris. Il lui arrive parfois de se nourrir de charognes.

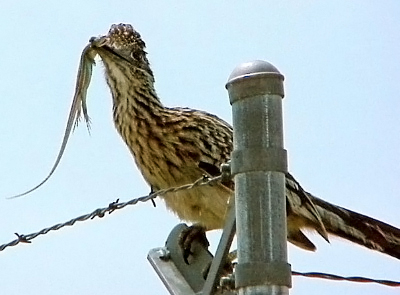
Ce Grand Géocoucou a capturé un lézard.

Il consomme à l'occasion des fruits d'opuntia et de rhus. Il frappe les fruits d'opuntia au sol afin d'en enlever les épines. Fruits et graines peuvent représenter jusqu'à 10 % de son régime alimentaire.
Il recherche généralement sa nourriture dans des zones dégagées de végétation. Il explore parfois les buissons et les arbres de faible hauteur, glanant çà et là les invertébrés qu'il y trouve avec toutefois moins d'agilité que lorsqu'il est au sol. Il capture aussi les oiseaux qu'il trouve aux mangeoires,, aux nichoirs d'oiseaux et dans les filets japonais.
Les oiseaux capturés sont partiellement ou totalement déplumés avant d'être consommés. Les scorpions sont saisis par la queue. Les petits mammifères sont tués d'un coup de bec à la base du crâne. Généralement, il étourdit ou tue les plus grosses proies (mammifères, reptiles) en les frappant rudement au sol de façon répétée tout en les tenant fermement avec son bec. On a compté, dans ce cas, jusqu'à 21 coups à la minute. Comme il avale ses proies entières, ce martelage a pour principale fonction de les démembrer pour les rendre plus faciles à avaler.

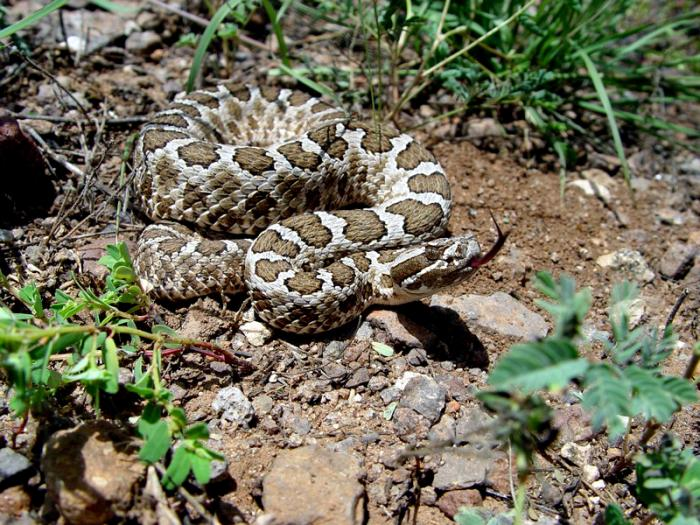
Les crotales (ici, Sistrurus catenatus) sont sans conteste les proies les plus dangereuses du Grand Géocoucou.

La prouesse la plus spectaculaire du Grand Géocoucou est sans doute sa capacité à maîtriser et tuer les crotales. W. Meinzer décrit, photographies à l'appui, comment le volatile s'y prend pour terrasser des crotales (Sistrurus catenatus, Sistrurus miliarius) d'une taille pouvant aller jusqu'à 60 cm de long. L'oiseau s'accroupit et, les ailes tombantes, commence par tourner autour du reptile lové afin de mettre sa vitesse à l'épreuve. Au moment où le serpent s'élance pour frapper le géocoucou, celui-ci se replie avec rapidité pour aussitôt après se jeter sur sa proie, momentanément vulnérable, et la saisir par la tête. Le géocoucou frappe vigoureusement le crotale au sol pendant plusieurs minutes, après quoi il l'avale ou l'emporte pour nourrir ses petits. Un couple de géocoucous peut unir ses efforts pour terrasser un crotale. Les deux oiseaux tournent alors ensemble autour du serpent en attendant une ouverture. Le premier qui en a l'occasion bondit sur le serpent et le tue.

### Comportement social

#### Chant
Le répertoire vocal du Grand Géocoucou se décline en sept variantes distinctes. Le chant le plus fréquent est « une suite lente et descendante d'environ six cou graves et résonnants » émis par le mâle et qui s'entend à 250 m. Ce chant est le plus souvent produit tôt le matin à partir d'un perchoir élevé – un poteau de clôture, un arbre mort ou un cactus. La femelle émet une série de jappements (jusqu'à 22) secs et courts, de basse fréquence, ressemblant au glapissement du coyote et qui peut s'entendre à 300 mètres de distance. Le mâle et la femelle émettent aussi des séries de claquements de bec (5 ou 6), accompagnés d'un gémissement, suffisamment fort pour être entendus à 200 mètres. Ces claquements de bec sont la communication sonore la plus fréquente pendant la période d'incubation et l'élevage des jeunes.

#### Territorialité
Le couple défend un territoire d'environ 700 à 800 m de côté, les valeurs mesurées par une étude au Texas s'échelonnaient de 0,4 à 1 km de côté,,. Le mâle est plus vigilant dans la défense que la femelle. Il chante pour avertir ses congénères et n'hésite pas à repousser physiquement les intrus hors du territoire. Certains couples défendent le même territoire tout le long de l'année.

### Reproduction

#### Accouplement
Le Grand Géocoucou atteint la maturité sexuelle à un an. Cette espèce est monogame et le couple est de longue durée. Les couples commencent à se former dès la fin de l'hiver. La parade nuptiale est très élaborée et comprend plusieurs étapes, de la formation du couple jusqu'à la copulation. Les oiseaux commencent par des poursuites fébriles au sol entrecoupées de vols planés à faible hauteur, le mâle portant une proie dans le bec. Ces poursuites peuvent durer plusieurs heures. Elles sont associées à des vocalises et des claquements de bec. Lorsque la femelle cesse de fuir et accepte la proie, la première étape est franchie et la parade se réduit surtout à des hochements de queue, des mouvements des ailes et de la huppe. Cette parade survient tous les ans, même dans les couples ayant déjà eu des petits ensemble. La période entre la formation des couples d'une part, et la copulation et le début de la construction du nid d'autre part, dure presque deux semaines,,.

#### Nidification
La construction du nid débute vers la fin mars. Il est généralement situé dans un fourré de buissons ou d'arbres de 1 à 3 m de hauteur, à proximité de zones dégagées, souvent un lit de rivière asséché ou un sentier tracé par le bétail,. La femelle construit le nid, le mâle se bornant à lui apporter les matériaux.
Au Texas, le nid est communément construit dans Celtis spp., Prosopis glandulosa, Aloysia gratissima, Rhus spp. ou Zanthoxylum fagara. En Arizona, il se trouve souvent dans Cylindropuntia versicolor et Cylindropuntia fulgida.
Le nid est une coupe compacte de 30 cm de diamètre par 15 à 20 cm de haut faite de petites branches épineuses, de brindilles et de paille. L'intérieur est tapissé de feuilles, d'herbes, de cosses de Prosopis, de racines, de plumes et parfois de bouse de vache, de fumier de cheval ou de peaux de serpent. Les œufs, lisses et légèrement lustrés, blanc ou blanc crème, au nombre de 3 à 6, sont de forme elliptique à subelliptique. Leur taille est de 39 mm par 30 mm,.
Les œufs sont pondus à intervalles irréguliers. Les deux adultes couvent les œufs, mais seul le mâle couve la nuit.
L'incubation commence dès le premier œuf. La période d'incubation dure de 16 à 20 jours.
La température corporelle de cet oiseau diminue la nuit, sauf chez les mâles lors de la période d'incubation, ce qui permet à ces derniers de couver les œufs la nuit (les femelles, dont la température corporelle diminue la nuit, ne couvent que durant la journée). Cette adaptation est énergétiquement coûteuse pour les mâles – ils dépensent un surplus d'énergie de 36 % par jour tout au long de la période d'incubation.
Les œufs n'éclosent pas en même temps, ce qui fait que les oisillons n'ont pas tous le même âge. À la naissance, les oisillons pèsent 14 g en moyenne. Nidicoles, ils nécessitent les soins de leurs deux parents. Les sacs fécaux produits par les oisillons sont mangés par les adultes. Les petits quittent le nid à onze jours et peuvent voler vers 17 ou 19 jours. Ils commencent à se nourrir seuls à l'âge de 16 jours. Il arrive qu'il y ait deux nichées par saison, bien qu'habituellement il n'y en ait qu'une. C'est l'abondance de nourriture lors des étés pluvieux qui favorise cette seconde nichée.

#### Longévité
À l'état sauvage, le géocoucou peut vivre au moins jusqu'à 7 ans. Au Riverbanks Zoological Park, Columbia, un individu en captivité a vécu jusqu'à l'âge de 9 ans.

#### Parasitisme de couvée
Le Grand Géocoucou pond parfois ses œufs dans le nid d'autres oiseaux. Des œufs de géocoucou ont été trouvés dans le nid d'un Grand corbeau et dans le nid d'un Moqueur polyglotte. Les couvées de géocoucous de plus d'une douzaine d'œufs sont probablement le résultat de plus d'une femelle.

## Habitat et répartition

### Habitat
Le Grand Géocoucou habite les régions arides et semi-arides de faible altitude (en dessous de 2 300 m) parsemées de broussailles,. Au Texas et en Oklahoma, il se rencontre dans les bosquets de Prosopis, les savanes de genévriers et le chaparral. Au Colorado, il occupe les associations de Pinus edulis et de genévrier et les étendues de Cylindropuntia. En Utah et au Nevada, on l'observe dans les bosquets de Coleogyne ramosissima, de Larrea tridentata et dans les fourrés de Tamaris dans les basses terres, les vallées et les zones ripariennes. Il évite les terrains complètement dépourvus de végétation, tout comme les forêts denses et les prairies où la végétation couvre entièrement le sol,.

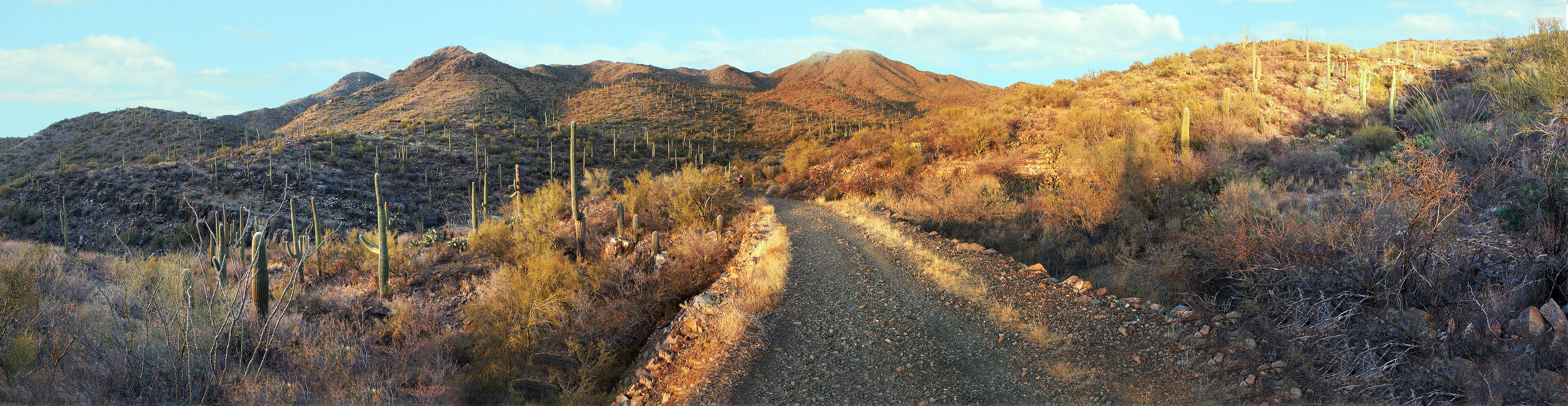
Le Grand Géocoucou abonde dans le désert de Sonora.

### Répartition
Le Grand Géoucoucou ne migre pas. Il réside en permanence dans toute son aire de répartition. Celle-ci comprend une grande partie du sud des États-Unis et la moitié septentrionale du Mexique (voir carte de répartition). Il abonde dans les déserts de Chihuahua, de Sonora et des Mojaves. Son aire de répartition s'est étendue vers le nord au cours du XXe siècle, mais il est plus rare dans cette zone. Au sud de cette aire, l'espèce proche Geococcyx velox (Géocoucou véloce) devient dominante.
Cette aire s'étend, au nord, de la Californie jusqu'à la Louisiane (présence fréquente en Californie, Arizona, Nouveau-Mexique, Texas, Nevada, Utah, Colorado et Oklahoma, et, moins fréquemment au Kansas, en Louisiane, Arkansas et Missouri), et vers le sud au Mexique jusqu'aux États de Michoacán, Puebla et Veracruz.
Des vestiges préhistoriques indiquent que jusqu'à il y a 8 000 ans, le Grand Géocoucou avait pour habitat les forêts clairsemées plutôt que les déserts broussailleux. Ce n'est que par la suite qu'il se serait adapté aux milieux plus arides que sont les déserts. C'est probablement l'une des raisons pour lesquelles - avec la transformation du paysage par les activités humaines - il a pu récemment coloniser assez rapidement le nord-est de sa zone de répartition, où l'on retrouve des forêts clairsemées, analogues à celle qu'il y avait dans le sud des États-Unis il y a quelques milliers d'années.

## Démographie et population

### Population
Les densités de population les plus importantes s'élevaient à 12 individus par km2 en 1977 dans les zones broussailleuses du sud du Texas, mais il semble qu'une densité de 4 ou 5 individus par km2 soit plus fréquente,. La densité peut varier significativement d'une année à l'autre, influencée par le taux de reproduction de l'année antérieure ou la sévérité de l'hiver précédent.

### Prédation

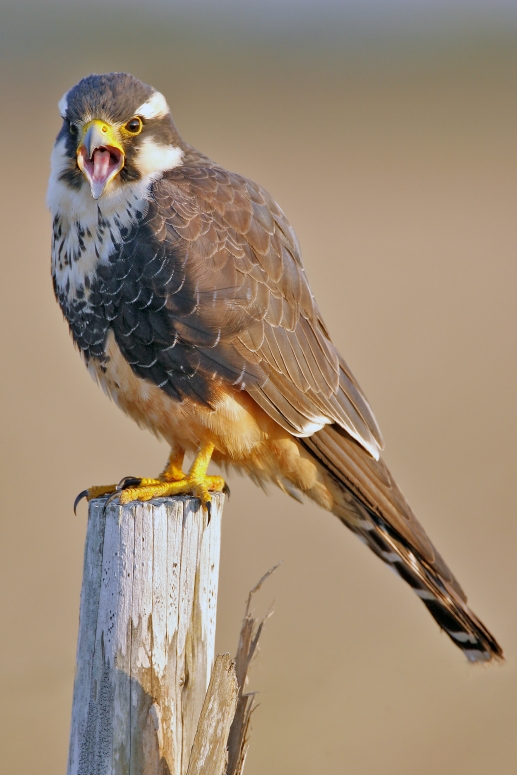
Le Faucon aplomado est un des rares prédateurs du Grand Géocoucou adulte.

Les chats harets et les ratons laveurs chassent parfois le Grand Géocoucou adulte, qui peut également être la proie de rapaces, notamment du Faucon aplomado. Les ratons laveurs, les couleuvres du genre Pantherophis, les serpents-taupes de San Diego, les mouffettes et les coyotes mangent oisillons et œufs des Grands géocoucous.

## Systématique

### Fossiles
Des fossiles de Grand Géocoucou, datant de l'Holocène et du Pléistocène, ont été retrouvés en Californie,, au Nouveau-Mexique, au Texas, en Arizona et dans le Nuevo León au Mexique. Le plus ancien fossile provient d’une grotte au Nouveau-Mexique et est âgé de 33 500 ans. Dans les puits de goudron de La Brea en Californie, on a découvert les fragments de 25 fossiles du Grand Géocoucou. Plusieurs autres fossiles ont également été mis au jour dans les comtés de Santa Barbara et Kern et au nord du Mexique.

### Étymologie et taxonomie
Initialement nommé Saurothera californiana par Lesson, ce dernier l'a rebaptisé Geococcyx californianus. Geo-coccyx signifie « coucou de terre » ou « coucou terrestre », d'où le nom géocoucou. Le terme californianus fait référence à l'un des lieux où l'on peut le rencontrer (la Californie) et le qualificatif « grand » au fait qu'il est le plus grand des géocoucous par la taille.
Les individus des populations vivant sur les territoires s'étendant du Texas jusqu'aux États du Nuevo León et de Veracruz au Mexique ont en moyenne une taille légèrement plus petite. Ceci a amené certains auteurs à considérer l'existence d'une sous-espèce (Geococcyx californianus ssp. dromicus) ; mais ce caractère n'étant pas systématique et pouvant être constaté dans les autres populations, cette sous-espèce n'est pas considérée comme valide.
Le Géocoucou de Congling, un fossile du début de l'Holocène (environ 33 600 ans BP) est parfois considéré comme une sous-espèce éteinte du Grand Géocoucou (Geococcyx californianus ssp. conklingi).
De fait, aucune sous-espèce n'est actuellement reconnue pour le Grand Géocoucou.

### Espèces apparentées
Dans le sud de son aire de répartition, le Grand Géocoucou pourrait être confondu avec le Géocoucou véloce qu'il côtoie au Mexique. Le Grand Géocoucou est plus grand que le Géocoucou véloce, quoiqu'il puisse y avoir un léger chevauchement de taille entre les deux espèces. Le Grand Géocoucou se distingue aussi par son bec plus long, les dessous du corps plus pâles et la poitrine plus fortement striée.

## Relation avec l'Homme

### Menaces et statut

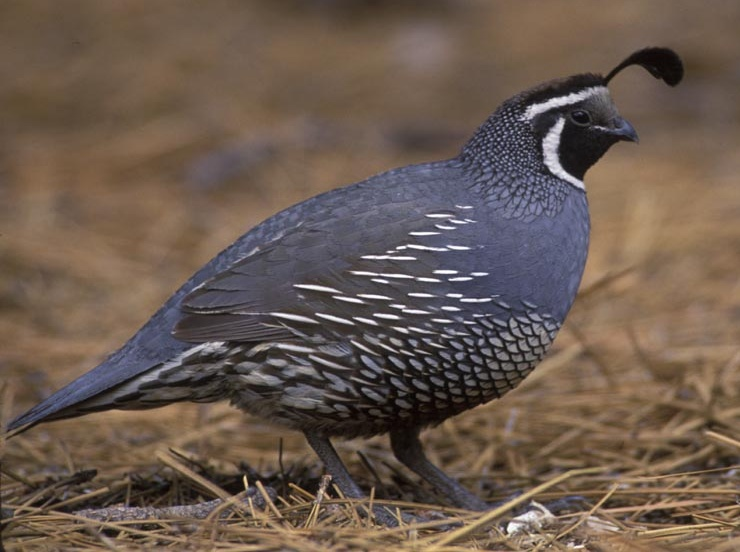
Les colins (ici un Colin de Californie) sont des proies de choix que l'Homme dispute au Grand Géocoucou.

Le Grand Géocoucou a été persécuté jusqu'au début du XXe siècle parce qu'on croyait qu'il se nourrissait d'une grande quantité d'œufs et de jeunes colins du genre Callipepla, un gibier prisé des chasseurs. Il était aussi chassé comme gibier. La persécution était telle qu'en 1915, D. I. Shepardson estimait que le Grand Géocoucou partagerait tôt ou tard le même sort que la Conure à tête jaune et la Tourte voyageuse. Des études dans le courant du XXe siècle ont démontré qu'en fait, il se nourrit parfois de jeunes colins, mais trop rarement pour avoir un impact sur les populations de ces espèces. Le mythe du géocoucou chasseur de gibier étant démonté, l'espèce bénéficia d'une protection légale contre la chasse. De nos jours, l'UICN estime qu'il y aurait plus d'un million de Grands Géocoucous, disséminés sur une vaste aire de répartition (2 900 000 km2) et a donc classé cette espèce dans la catégorie least concern (LC) (« préoccupation mineure »).

### Culture

#### Cultures amérindiennes
Hormis le Pygargue à tête blanche et le Dindon sauvage, aucune autre espèce d'oiseaux n'a autant influencé les cultures amérindiennes que le Grand Géocoucou. Il apparaît dans les légendes, les contes et la mythologie de plusieurs tribus du sud-ouest des États-Unis et du nord du Mexique.

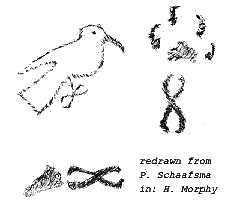
Croquis de pétroglyphes représentant un Grand Géocoucou et ses traces laissées au sol.

Son empreinte dans la culture des Pueblos est bien documentée. Les caractéristiques particulières de l'oiseau ainsi que ses doigts zygodactyles qui laissent des traces particulières sur le sol jouent plusieurs rôles dans les rituels et les cérémonies de ce peuple. Ses empreintes de pattes laissées au sol, dont il est difficile de déterminer le sens de la course, avaient le pouvoir d'égarer. Les Pueblos traçaient ce symbole sur le sol autour de la tente de leurs défunts dans le but de désorienter les mauvais esprits cherchant le chemin de l'esprit du mort. Les mères attachaient des plumes de géocoucou au berceau de leur enfant pour perturber les esprits mauvais qui viendraient le troubler.
Le cran du Grand Géocoucou de s'en prendre aux crotales était vu comme une marque de bravoure. C'est pourquoi il symbolisait aussi la force et l'endurance et était invoqué dans les rituels associés au courage.
Certaines tribus des plaines suspendaient la peau du Grand Géocoucou, qu'ils nommaient « oiseau médecine », à l'entrée de leurs demeures pour éloigner les suppôts du mauvais Dieu. Les guerriers se paraient de ses plumes avant de partir en expédition. Les Tarahumara de la Sierra Madre, réputés pour leurs qualités de coureur, mangeaient la chair du Grand Géocoucou afin d'acquérir vitesse et endurance.

#### Culture américaine

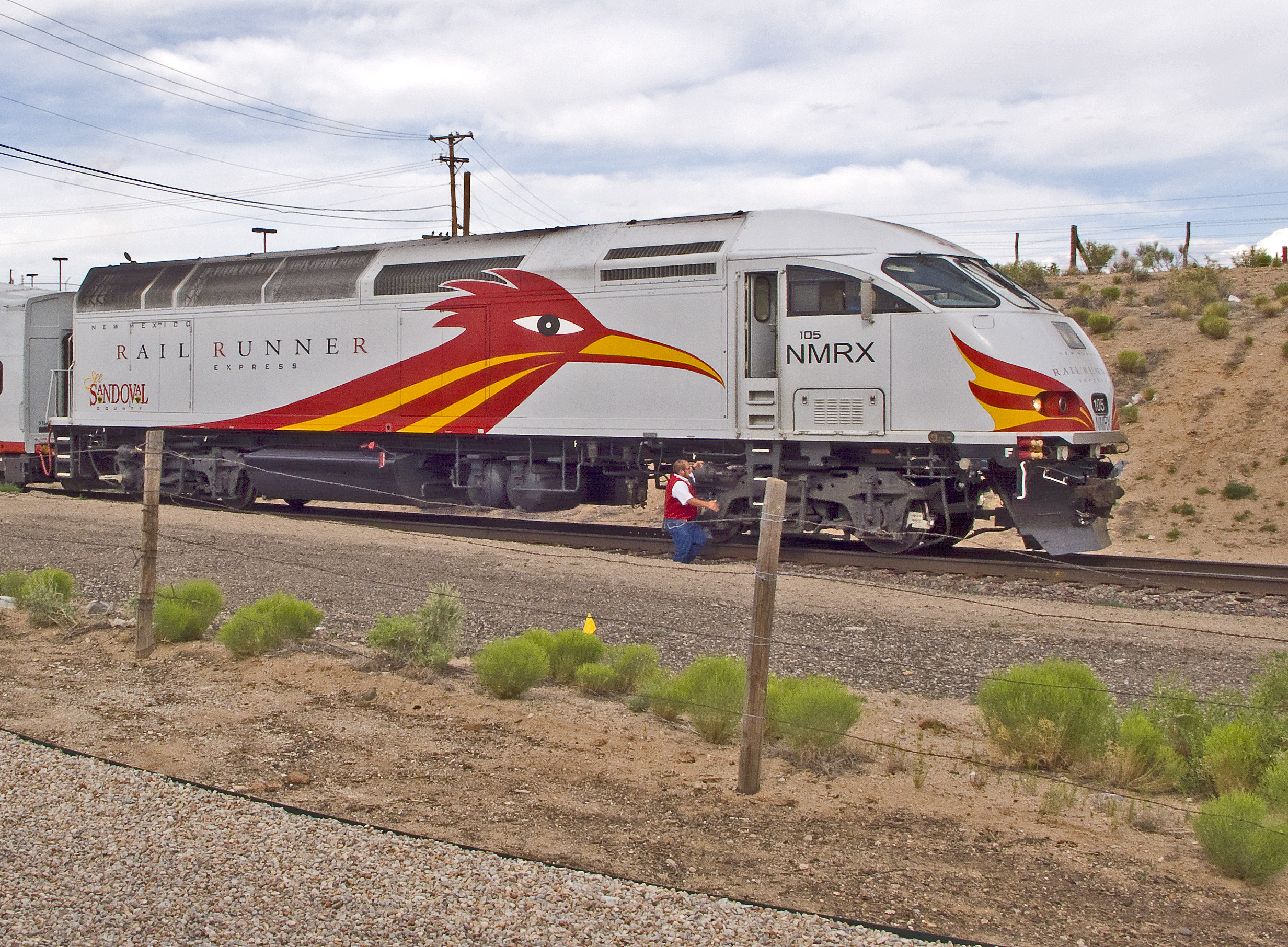
Le train "New Mexico Roadrunner" parcourt, au Nouveau-Mexique, le trajet entre Belen et Santa Fe. Son emblème est une représentation stylisée d'un Grand Géocoucou.

Le Grand Géocoucou a influencé la culture américaine moderne autant que celle des Indiens d'Amérique. Dans les États du Sud-Ouest américain, aucun autre oiseau n'influence l'imaginaire autant que le Grand Géocoucou.
Le Grand Géocoucou est l'oiseau emblème du Nouveau-Mexique et de la Texas Folklore Society. Il est aussi la mascotte de divers organismes, dont l'Université d'État de Californie à Bakersfield et l'Université du Texas à San Antonio. Le Grand Géocoucou est également l'emblème et la mascotte d'un club de football mexicain, le Correcaminos de la UAT.
Il est le modèle du fameux « Bip Bip », un personnage des Looney Tunes (Wile E. Coyote and Road Runner).
L'industrie automobile américaine a capitalisé sur l'image de vélocité du Grand Géocoucou.
La firme automobile Plymouth a produit une puissante voiture de sport (muscle car), la Plymouth Roadrunner, et même un dérivé amélioré par divers gonflages moteur et ajouts d'appendices aérodynamiques dénommé Plymouth Superbird destiné aux courses sur circuit. Cette voiture de course "de série" (en fait une série limitée homologuée pour la route) s'ornait du célèbre Bip Bip.
L'ingénieur-pilote automobile Jim Hall créa, dans les années 1960 et 1970, des voitures de course très innovantes avec diverses astuces aérodynamiques (ailerons à géométrie variable, effet de sol et même... aspirateur embarqué qui collait littéralement la machine à la piste à haute vitesse). Ces voitures de course au palmarès flatteur étaient baptisées "Chaparral" et l'écusson de la marque représentait un Grand Géocoucou en pleine course.
Le Grand Géocoucou a aussi inspiré des poètes :
| The Road-Runner runs in the road, His coat is speckled, à la mode. His wings are short, his tail is long, He jerks it as he runs along. His bill is sharp, his eyes are keen, He has a brain tucked in his bean. But in his gizzard – if you please – Are lizards, rats, and bumble bees; Also horned toads – on them he feeds – And rattlesnakes ! And centipedes ! (Eve Ganson dans J. Frank Dobie, 1966) | Le géocoucou court sur la route, Son manteau est tacheté, à la mode. Ses ailes sont courtes, et sa queue longue, Qu'il agite par saccades quand il court. Son bec est pointu, et ses yeux vifs, Il y a un cerveau dans sa p'tite tête. Mais dans son gésier — s'il vous plait — Il y a des lézards, des rats et des bourdons ; Et des crapauds cornus — c'est d'eux qu'il se nourrit — Et des serpents à sonnette ! Et des mille-pattes ! |

#### Noms dans la culture populaire
En anglais : chaparral cock, chaparral, cock-of-the-desert, ground-cuckoo, running cuckoo, racer, lizard bird, snake bird, snake-killer, war-bird, medicine bird, large roadrunner.
En espagnol : el correo del camino, correr del paisano, el paisano, La churrea (ou churea ou churca), corre camino, tacó, arriero, faisán, faisán real, faisán mexicano.
Chez les Amérindiens :
- Pueblos : sha-shua, poyyi, djáck´, cá ck´,
- Pima : d´adai,
- Paiute : soonung´wuvee toowuv,
- Cahuilla : puuis,
- Apache : góshdiyé,
- Shoshone : pooepooe[56].

#### Le Grand Géocoucou en philatélie
Deux États ont émis un timbre représentant cet oiseau :
- Les États-Unis (en 1982) sur un timbre de 20 cents,
- Saint-Vincent-et-les-Grenadines (en 1999) sur un timbre de 70 cents.